# 1re armée (Hongrie)
Pour les articles homonymes, voir 1re armée.
La 1re armée hongroise est une armée de campagne de l'armée royale hongroise qui a combattu pendant la Seconde Guerre mondiale.

## Commandants successifs
- Lieutenant-général Vilmos Nagy (en) : 1er mars 1940 au 1er février 1941
- Lieutenant-général István Schweitzer (en) : 1er février 1941 au 1er août 1942
- Lieutenant-général István Náday (en) : 1er août 1942 au 1er avril 1944
- Lieutenant-général Géza Lakatos : 1er avril 1944 au 15 mai 1944
- Lieutenant-général Károly Beregfy : 15 mai 1944 au 1er août 1944
- Lieutenant-général Ferenc Farkas de Kisbarnak : 25 juillet 1944 au 1er août 1944 (par intérim)
- Lieutenant-général Béla Miklós von Dalnoki : 1er août 1944 au 16 octobre 1944
- Lieutenant-général Dezső László (en) : 16 octobre 1944 au 8 mai 1945

## Ordre de Marche
| Dates         | Dates         | Heeresgruppes                        | Armeegruppes                        | Armeegruppes | Armeegruppes | Armeegruppes |
| ------------- | ------------- | ------------------------------------ | ----------------------------------- | ------------ | ------------ | ------------ |
| 04/1944       | 07/1944       | Heeresgruppe Nordukraine             |                                     |              |              |              |
|               |               | Armeekorps                           | Unités                              | Effectifs    | Effectifs    | Effectifs    |
| 15 avril 1944 | 15 avril 1944 | IX. Ungarishe-Armeekorps             | 27. Ungarische-Infanterie-Division  | 10 000       | 30 000       | 80 000       |
| 15 avril 1944 | 15 avril 1944 | IX. Ungarishe-Armeekorps             | 25. Ungarische-Infanterie-Division  | 10 000       | 30 000       | 80 000       |
| 15 avril 1944 | 15 avril 1944 | IX. Ungarishe-Armeekorps             | 20. Ungarische-Infanterie-Division  | 10 000       | 30 000       | 80 000       |
| 15 avril 1944 | 15 avril 1944 | VII. Ungarische-Armeekorps “Püchler” | 18. Ungarische-Infanterie-Division  | 10 000       | 30 000       | 80 000       |
| 15 avril 1944 | 15 avril 1944 | VII. Ungarische-Armeekorps “Püchler” | 21. Ungarische-Infanterie-Division  | 10 000       | 30 000       | 80 000       |
| 15 avril 1944 | 15 avril 1944 | VII. Ungarische-Armeekorps “Püchler” | 16. Ungarische-Infanterie-Division  | 10 000       | 30 000       | 80 000       |
| 15 avril 1944 | 15 avril 1944 | XI. Armeekorps (Wehrmacht)           | 2. Ungarische-Panzer-Division       | 8 000        | 11 000       | 80 000       |
| 15 avril 1944 | 15 avril 1944 | XI. Armeekorps (Wehrmacht)           | 1. Ungarische-Gebirgs-Brigade       | 3000         | 11 000       | 80 000       |
| 15 avril 1944 | 15 avril 1944 | z.Vfg.                               | 201. Ungarische-Reserve-Division    | 6 000        | 9 000        | 80 000       |
| 15 avril 1944 | 15 avril 1944 | z.Vfg.                               | 2. Ungarische-Gebirgs-Brigade       | 3000         | 9 000        | 80 000       |
| 15 mai 1944   | 15 mai 1944   | VII. Ungarische-Armeekorps “Püchler” | 16. Ungarische-Infanterie-Division  |              |              |              |
|               |               | VII. Ungarische-Armeekorps “Püchler” | 68. Infanterie-Division (Wehrmacht) |              |              |              |
|               |               | XI. Armeekorps (Wehrmacht)           | 24. Ungarische-Infanterie-Division  |              |              |              |
|               |               | XI. Armeekorps (Wehrmacht)           | 101. Jäger-Division (Wehrmacht)     |              |              |              |
|               |               | XI. Armeekorps (Wehrmacht)           | 25. Ungarische-Infanterie-Division  |              |              |              |
|               |               | XI. Armeekorps (Wehrmacht)           | 1. Ungarische-Gebirgs-Brigade       |              |              |              |
|               |               | VI. Ungarische-Armeekorps            | 27. Ungarische-Infanterie-Division  |              |              |              |
|               |               | z.Vfg.                               |                                     |              |              |              |
| 08/1944       | 09/1944       | Heeresgruppe Nordukraine             | Armeegruppe Heinrici                |              |              |              |
| 10/1944       |               | Heeresgruppe A                       | Armeegruppe Heinrici                |              |              |              |
| 11/1944       | 12/1944       | Heeresgruppe Sud                     | Armeegruppe Wöhler                  |              |              |              |
| 01/1945       |               | Heeresgruppe A                       | Armeegruppe Heinrici                |              |              |              |

## Arrière-plan
Sous le régent hongrois de l'amiral Miklós Horthy, la Hongrie est un État des forces de l'Axe au début de la Seconde Guerre mondiale. Le 1er mars 1940, l'armée hongroise forme trois armées de campagne qui combattront sur le front de l'Est contre l'Armée rouge. Contrairement à la troisième armée hongroise qui participe à l'invasion de la Yougoslavie (1941) et à la deuxième armée hongroise qui combat à la bataille de Stalingrad (1942), la première armée hongroise prend part à quelques affrontements mineurs au début de la guerre.
Les troupes de la 1re armée, comme toutes les troupes hongroises, font partie des plus d'un million de troupes non allemandes de l'Axe qui combat sur le front de l'Est. Alors que la majorité de ces troupes de l'Axe sont roumaines, il y a aussi des contingents importants de Hongrois, Finlandais, Lituaniens, Lettons, Estoniens, Italiens, Slovaques, Croates, Français, Danois, Norvégiens, Belges et Espagnols.

## Fonctions
Le premier commandant de la première armée hongroise est le lieutenant-général (ou Altábornagy selon le grade de l'armée hongroise) Vilmos Nagy. Après le 30 août 1940, la 1re armée participe à l'annexion et à l'occupation par la Hongrie du nord de la Transylvanie. Cette région de Roumanie est attribuée à la Hongrie comme condition du deuxième arbitrage de Vienne.
De 1940 à la mi-1944, la 1re armée voit peu d'action autre que des tâches d'occupation.

## Actions
Le 30 avril 1944, la première armée est déployée pour renforcer le groupe d'armées Ukraine du Sud. Ce groupe d'armées est repoussé lors de la bataille de Târgul Frumos (en) en mai 1944. Les Hongrois sont placés dans des positions défensives au nord de la 4e armée roumaine et au sud du groupe d'armées Ukraine du Nord.
Du 13 juillet au 29 juillet 1944, la Première armée hongroise combat l'offensive soviétique Lvov-Sandomierz. À cette époque, les Hongrois étaient rattachés à la 1re Panzerarmee commandée par le colonel-général (Generaloberst) Gotthard Heinrici, qui, à son tour, faisait partie du groupe d'armées Ukraine du Nord.

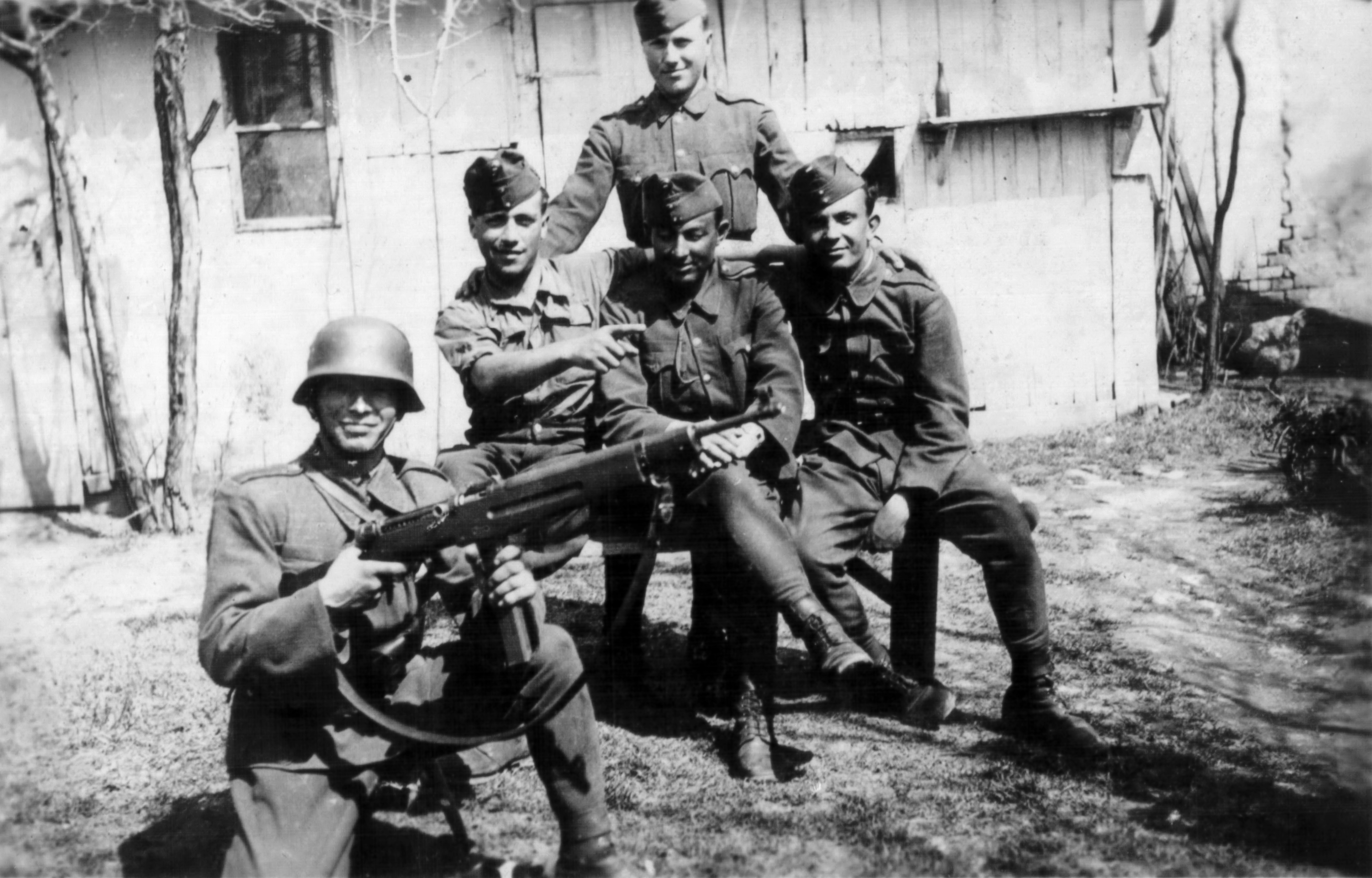
Soldats hongrois dans les Carpates en 1944, près du village de Volosyanka.

Plus tard en 1944, les troupes soviétiques entrent en Roumanie, en Bulgarie et en Hongrie. Les Roumains et les Bulgares capitulent tandis que les Hongrois tentent de capituler à deux reprises, mais sans succès. En fin de compte, la première armée hongroise continue son existence précaire.
Le 28 décembre, un gouvernement hongrois nouvellement formé, dirigé par le Premier ministre par intérim Béla Miklós, déclare officiellement la guerre à l'Allemagne nazie. Mais les Allemands et les Hongrois pro-allemands en Hongrie continuent le combat contre les Soviétiques. Cependant, des sources indiquent que certains éléments de la première armée hongroise passent du côté des Soviétiques à peu près à cette époque. Béla Miklós est le commandant de la première armée hongroise du 1er août 1944 au 16 octobre 1944.
Entre le 1er janvier et le 16 février 1945, la majeure partie restante de la première armée est envahie, contournée ou détruite à environ 200 kilomètres au nord de Budapest lors de l'avancée de la 40e armée soviétique dans la région. Les restes des troupes ont continué le combat en tant qu'attachement à la 1re Panzerarmee de Heinrici. Au fur et à mesure de leur avance, ils se déplacent progressivement vers l'ouest en Slovaquie. L'armée n'est officiellement dissoute que le 8 mai 1945, date de la fin de la guerre. C'est alors que le dernier commandant de la Première armée hongroise, le lieutenant-général László Dezső, se rendit.